# Caveira
Caveira es una freguesia portuguesa perteneciente al municipio de Santa Cruz das Flores, situado en la Isla de Flores, Región Autónoma de Azores. Posee un área de 3,29 km² y una población total de 78 habitantes (2001). La densidad poblacional asciende a 23,7 hab/km².
Es el más pequeño barrio de Santa Cruz das Flores en relación con la superficie que ocupa y uno de los más pequeños de la población. Se encuentra en el extremo sur de la provincia de Santa Cruz das Flores, la distancia de la sede de la capital del condado cerca de 5 millas. La pequeña ciudad se levanta sobre una alta colina que se encuentra entre dos ríos profundos:  Ribeira da Cruz, al norte, que separa el pueblo, y la Ribeira da Silva, al sur, que separa la parroquia de  Lomba, ya en el condado de Ponta Delgada. La parte superior sobre la que descansa la parroquia se extiende hasta el mar, formando un promontorio rocoso, rodeado de acantilados de basalto, llamado Consejo de la Calavera. La parroquia de la Iglesia católica correspondiente al barrio es Nuestra Señora de la Liberación de patrón, aunque oficialmente nunca obtuvo permiso para abandonar el patrón principios canónicos de las Almas María.